# Rio Ciurezu
O Rio Ciurezu é um rio da Romênia, afluente do Nera, localizado no distrito de Caraş-Severin.